# 野田朝次郎
野田 朝次郎（のだ あさじろう 1872年（明治5年）頃 - 1942年（昭和17年）1月）とは、記録に残っている中では最初にニュージーランドに移住し、帰化した日本人である。

## 生涯

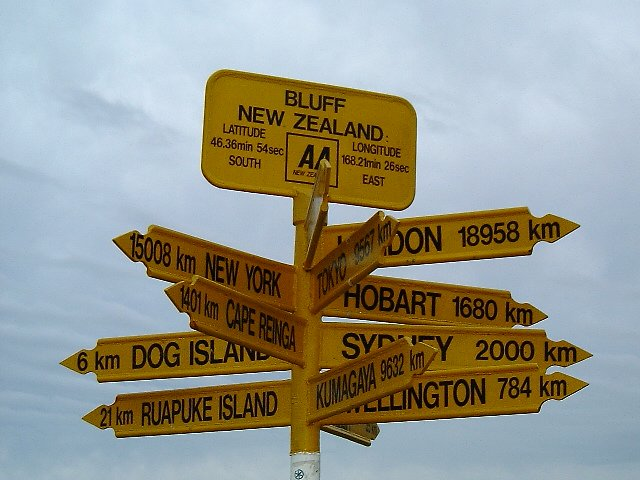
ブルーフにあるサインポスト。東京から9,567km離れている

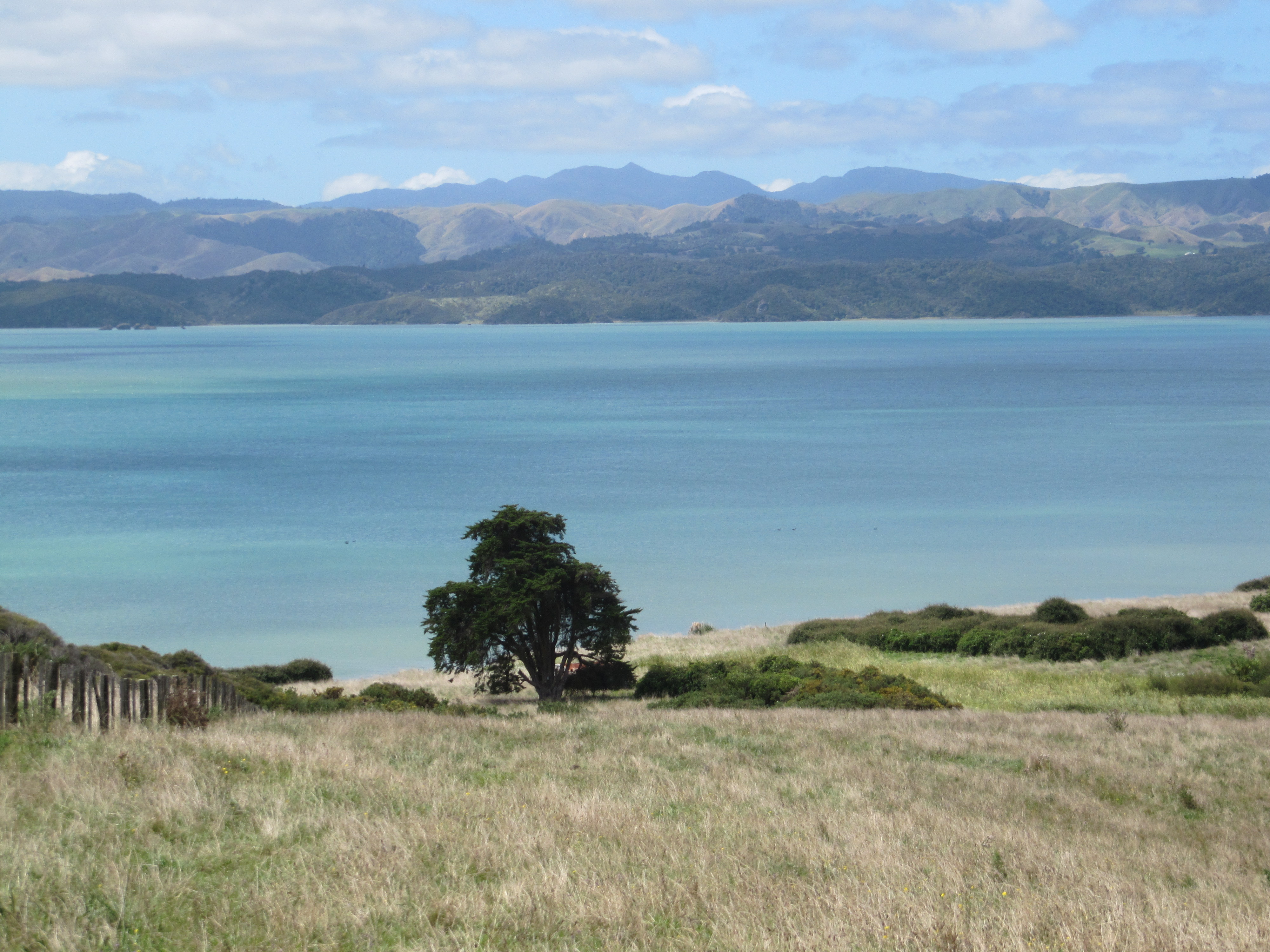
ワイカト地方の風景

野田朝次郎（以下「朝次郎」と記す）は1872年（明治5年）頃、熊本県天草郡天草下島（現熊本県天草郡苓北町）に生まれ、幼少の時に船大工の父とともに長崎へ移住した。
1880年（明治13年）頃、朝次郎の父のもとに長崎に入港したイギリス船から修理の依頼があった。朝次郎の父はこの仕事をこなし、その仕事ぶりに感謝したイギリス船の船長は、朝次郎の父を招待して船上パーティーを開くことを決めた。
パーティ当日、朝次郎の父は当時7～8歳の朝次郎を連れて船にやってきた。朝次郎の父は船員たちから仕事ぶりを感謝され、酒が振る舞われた。パーティが終わり、朝次郎の父は朝次郎がいなくなっていることに気付いたが、先に帰宅したものと思い込み、朝次郎を残して下船した。しかし、朝次郎はこの時まだ船内に隠れていて、父親が迎えに来るのを待っていた。
そして翌日、イギリス船は朝次郎を乗せたまま長崎を離れ、沖合を航行している時になって初めて朝次郎が船内に置き去りにされていることに気付いた。船員たちは朝次郎に日本に戻ることができないことを告げ、対応に困っていた時、洋上でドイツ船とすれ違った。すぐにイギリス船の船員たちはこのドイツ船に連絡を取ると、ドイツ船は日本に向かう途中であることがわかったため、イギリス船の船員たちは朝次郎のことをドイツ船に預けた。しかし、このドイツ船は日本に寄ることはなく、朝次郎もこのドイツ船に乗ったまま世界各国を巡ることになった。
その後、朝次郎はこのドイツ船の船員として働くようになり、長崎出発から10年程経った1890年（明治23年）頃、船はニュージーランド南島最南端のブルーフ港に入港した。朝次郎はここでドイツ船を降り、隣町のインバーカーギルに移って採掘場やホテルで数年間働いた後、北島のワイカト地方に移住した。
ワイカトに移った朝次郎は園芸農業を営み、イチゴの品種改良に成功して財を成した。また、朝次郎はこの頃ンガーティ・マフタ（マオリ語: Ngāti Mahuta）イウィに所属するマオリ女性と結婚して3男2女に恵まれた。
朝次郎は晩年、カイパラ湾に面したバトレイという町に移り住んだ。やがて太平洋戦争（大東亜戦争）が開戦し、日系人は強制収容所に送られるようになると、朝次郎の次男のマーティンも収容所に入れられた。朝次郎自身は高齢のために収容所に入ることは免除されたが、1942年（昭和17年）1月に自宅で死去した。

## 子孫同士の再会

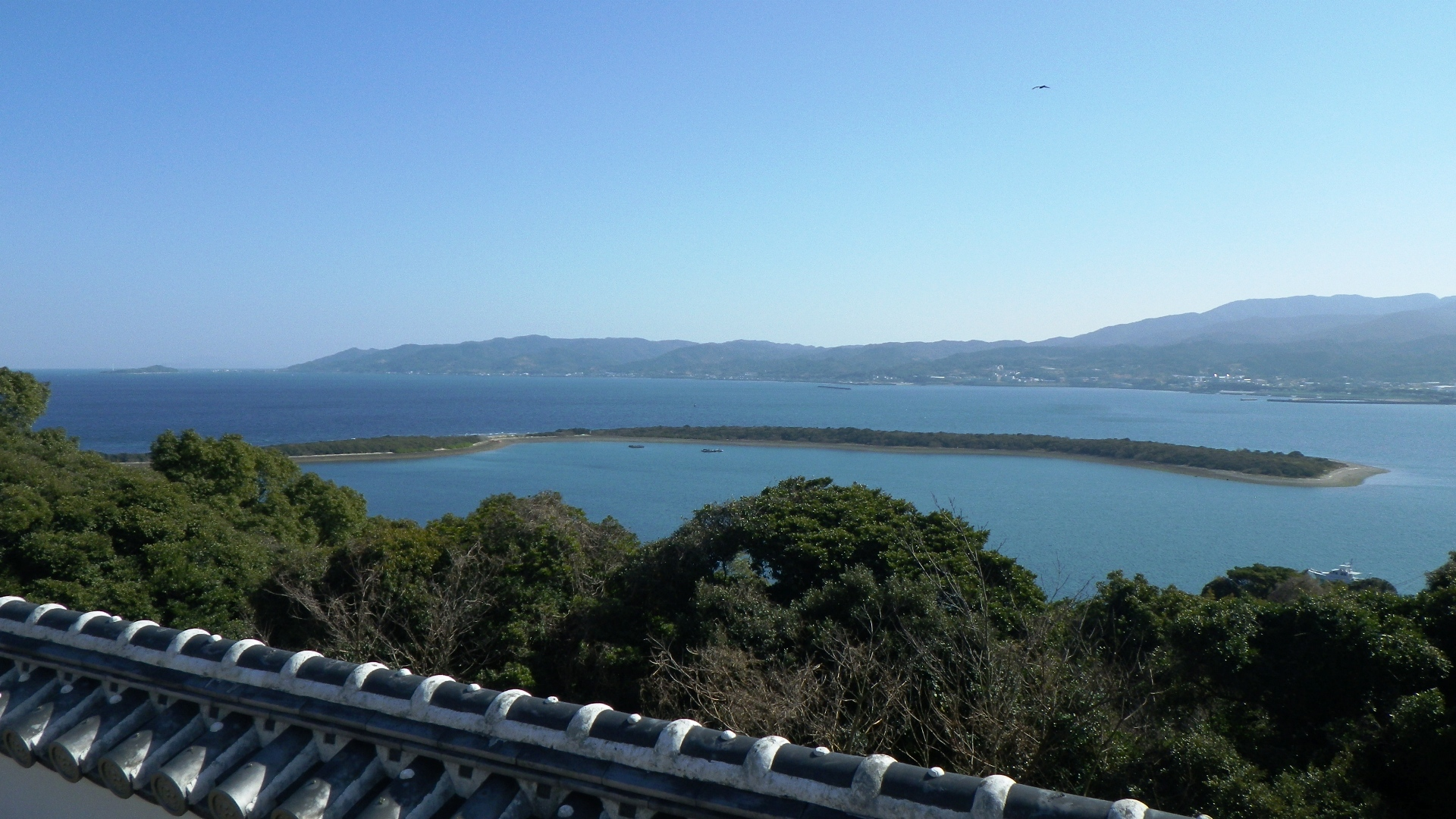
朝次郎の故郷である苓北町の風景

1980年代になり、園田学園女子大学教授の田辺眞人がニュージーランド国内の電話帳を調べ、朝次郎の次男であるマーティンとコンタクトをとることに成功した。マーティンは当時92歳で、オークランド市内の病院に入院していたが、田辺はマーティンから話を聞いた結果、朝次郎の出身地を熊本県の天草諸島であることを突き止めた。田辺は更に日本でも調査を行い、朝次郎の親戚が日本で健在であることも確認した。
そのため、1990年（平成2年）11月に日本オセアニア交流協会の協力のもと、朝次郎の孫のトーマス・ノダ（Thomas Noda）とその長女のシェリル・トンプソン（Sheryl Thompson）が訪日し、長崎と天草下島の苓北町を訪問した。2人の来日は11月14日付の熊本日日新聞でも大々的に報じられ、朝次郎の甥である野田千次郎をはじめとした親族と対面した。2人は滞在中の4日間、苓北町の野田家に滞在して、町役場の訪問や周辺の観光、先祖の墓参りをして過ごした。
なお、朝次郎の子孫は現在も500人ほどがニュージーランド、オーストラリア、ハワイ諸島に住んでいる。

## 脚註
1. ↑  熊田 p308
2. 1 2  熊田 p309
3. ↑  熊田 pp309-310
4. ↑  熊田 p310
5. 1 2  熊田 p311
6. ↑  日本人の船員と交流があったためとされている。
7. 1 2  熊田 pp311-313
8. ↑  『ニュージーランド百科事典』 p252